# Шаликово (деревня)
Шаликово — деревня в Можайском районе Московской области в составе сельского поселения Спутник. Численность постоянного населения по Всероссийской переписи 2010 года — 143 человека. До 2006 года Шаликово входило в состав Кожуховского сельского округа.
Деревня расположена в восточной части района, примерно в 10 км к востоку от Можайска, у остановочной платформы Шаликово, с южной стороны железнодорожной линии Белорусского направления МЖД, у истоков безымянного ручья бассейна реки Исьма, высота центра над уровнем моря 195 м. Ближайшие населённые пункты — посёлок Шаликово севернее, за железной дорогой и Моденово на восток. У южной окраины деревни проходит автотрасса М1 Беларусь.
В октябре 1941 года была захвачена немецкими войсками. Бой за Шаликово начался 14 января. Полностью деревня освобождена к концу 15 января 1942 года частями 82-й мотострелковой дивизии.